# Ла-Шапель-де-Сюрье
Ла-Шапель-де-Сюрьё (фр. La Chapelle-de-Surieu) — коммуна во Франции, находится в регионе Рона — Альпы. Департамент коммуны — Изер. Входит в состав кантона Руссильон. Округ коммуны — Вьенн.
Код INSEE коммуны — 38077. Население коммуны на 1999 год составляло 477 человек. Населённый пункт находится на высоте от 252 до 407 метров над уровнем моря. Муниципалитет расположен на расстоянии около 440 км юго-восточнее Парижа, 45 км южнее Лиона, 70 км западнее Гренобля. Мэр коммуны — M. Gabriel Girard, мандат действует на протяжении 2001—2008 гг.
Динамика населения (INSEE):